# Oranj
Oranj (lat. Sisymbrium), biljni rod jednogodišnjeg i dvogodišnjeg raslinja i trajnica iz porodice krstašica, smješten u vlastiti tribus Sisymbrieae; dio je nadtribusa Brassicodae. Pripada mu četrdesetak vrsta rasprostranjenih po gotovo cijeloj Euroaziji, velikim  dijelovima Afrike i na zapadu Sjeverne Amerike. Neke vrste uvezene su po drugim kontinentima
U  Hrvatskoj je nekoliko vrsta (imena su im uz njihove latinske nazive). Vrsta višerožasti oranj, Sisymbrium polyceratium L., priznata je od Kew-a; dok drugi autori ga drže za sinonim vrste Neotorularia polyceratia.

## Vrste
1. Sisymbrium altissimum L., visoki oranj
2. Sisymbrium assoanum Loscos & Pardo
3. Sisymbrium austriacum Jacq., tokasti oranj
4. Sisymbrium brassiciforme C.A.Mey
5. Sisymbrium burchellii DC.
6. Sisymbrium capense Thunb.
7. Sisymbrium cavanillesianum Castrov. & Valdés Berm.
8. Sisymbrium chrysanthum Jord.
9. Sisymbrium crassifolium Cav.
10. Sisymbrium damascenum Boiss. & Gaill.
11. Sisymbrium dissitiflorum O.E.Schulz
12. Sisymbrium elatum K.Koch
13. Sisymbrium erucastrifolium (Rupr.) Trautv.
14. Sisymbrium erysimoides Desf.
15. Sisymbrium fugax Lag.
16. Sisymbrium gamosepalum Hedge
17. Sisymbrium gaubae Rech.f. & Bornm.
18. Sisymbrium heteromallum C.A.Mey.
19. Sisymbrium integerrimum Rech.f. & Aellen
20. Sisymbrium irio L., sjajni oranj
21. Sisymbrium isatidifolium Blanca, Cueto & J.Fuentes
22. Sisymbrium kermanicum Khodash. & Mirtadz.
23. Sisymbrium lasiocalyx Prokh.
24. Sisymbrium leucocladum (Boiss.) D.A.German & Al-Shehbaz
25. Sisymbrium linifolium (Nutt.) Nutt. ex Torr. & A.Gray
26. Sisymbrium lipskyi Busch
27. Sisymbrium loeselii L.,  kostriešavi oranj
28. Sisymbrium luteum (Maxim.) O.E.Schulz
29. Sisymbrium macroloma Pomel
30. Sisymbrium malatyanum Mutlu & Karak.
31. Sisymbrium maurum Maire
32. Sisymbrium nepalense Al-Shehbaz
33. Sisymbrium officinale (L.) Scop., ljekoviti oranj
34. Sisymbrium orientale L., istočnjački oranj
35. Sisymbrium pinnatisectum Vassilcz. & V.I.Dorof. ex Saksonov
36. Sisymbrium polymorphum (Murray) Roth
37. Sisymbrium reboudianum Verl.
38. Sisymbrium septulatum DC.
39. Sisymbrium strictissimum L., ukočeni oranj
40. Sisymbrium subspinescens (Fisch. & C.A.Mey.) Bunge
41. Sisymbrium turczaninowii Sond.
42. Sisymbrium volgense M.Bieb. ex E.Fourn.
43. Sisymbrium yunnanense W.W.Sm.